# КК Пријенај
КК Пријенај (литв. Prienai) је литвански кошаркашки клуб из Пријенаја. Из спонзорских разлога пун назив клуба тренутно гласи Скајкоп Пријенај (Skycop Prienai). У сезони 2018/19. се такмичи у Литванској кошаркашкој лиги.

## Историја
Клуб је основан 1994. године. Пласман у Литванску кошаркашку лигу изборио је 2009. и највећи успех у њој било је освајање трећег места 2011. и 2012. године. Куп Литваније освајао је два пута и то 2013. и 2014. године.
Учесник је регионалне Балтичке лиге, а у сезони 2016/17. је освојио и титулу у овом такмичењу. Од европских такмичења наступао је у две сезоне Еврокупа, али није успео да прође прву групну фазу.

## Успеси

### Национални
- Првенство Литваније:
  - Трећепласирани (2): 2011, 2012.
- Куп Литваније:
  - Победник (2): 2013, 2014.

### Међународни
- Балтичка лига:
  - Победник (1): 2017.
  - Финалиста (2): 2013, 2014.

## Познатији играчи
- Томас Делининкајтис
- Артурас Милакнис
- Гедиминас Орелик